# Gustavo Campa
Gustavo E. Campa (født 8. september 1863 i Mexico City, Mexico - død 29. oktober 1934) var en mexicansk komponist, pianist, lærer og professor. Campa studerede på Musikkonservatoriet i Mexico City. 
Han har skrevet symfonisk musik, orkesterværker, klaverstykker, operaer, sange etc. 
Campa var også lærer og senere professor i komposition på Musikkonservatoriet i Mexico City.